# Seznam slovenskih grafikov
Seznam slovenskih grafikov.

## A
- Andrej Ajdič
- Zvest Apollonio
- Todorče Atanasov

## B
- Milko Bambič?
- Dubravko Baumgartner
- Boris Beja?
- Berko (France Berčič)
- Janez Bernik
- Nadja Bevčar
- Silvan Bevčar
- Janez Boljka
- Bogdan Borčič
- Boris Božič - Yuri
- Lucijan Bratuš
- Almira Bremec
- Stojan Brezočnik

## C
- Jože Ciuha
- Peter Ciuha
- Franc Curk
- Tea Curk Sorta
- Marjeta Cvetko

## Č
- Boštjan Čadež - "FŠK"
- Hamo Čavrk
- Avgust Černigoj
- Karlo Černigoj
- Bogdan Čobal
- Ivan Čobal
- Rajko Čuber

## D
- Riko Debenjak
- Boge Dimovski
- Igor Dolenc
- Lojze Dolinar

## E
- Miha Erič
- Andreja Eržen
- Jože Eržen

## F
- Silvester Fakuč
- Črtomir Frelih
- Ivo Frbežar?

## G
- Matjaž Geder
- Vito Globočnik
- Bojan Golija
- Klementina Golija
- David Matej Goljat?
- Franjo Golob
- Zdenka Golob
- Bojan Gorenec
- Jože Gorjup
- Vlado Goreski
- Samuel Grajfoner
- Bogdan Grom
- Janez Gruden?
- Herman Gvardjančič

## H
- Sergej Hočevar (Sergio Sergi) (tržaško-argentinski)
- Drago Hrvacki
- Štefan Huzjan – Pika
- Milojka Žalik Huzjan (grafična oblikovalka)
- Zdenko Huzjan

## I
- Anita Indihar Dimic

## J
- Stane Jagodič
- Božidar Jakac
- Svetlana Jakimovska Rodić
- Viljem Jakopin
- Danilo Jejčič
- Marjan Jelenc
- Andrej Jemec
- Jernej Jemec
- Radovan Jenko (oblik.)
- Anja Jerčič Jakob
- Natalija Juhart
- Barbara Jurkovšek
- Gabrijel (Elko) Justin

## K
- Bogoslav Kalaš?
- Sergej Kapus
- Vladimir Kavčič-Jean Vodaine
- Ignac Kofol
- Ivan Kos
- Bojan Klančar
- Dore Klemenčič-Maj
- Janez Knez
- Janez Mišo Knez
- A. D. Knez
- Miran Kordež
- Zora Koren Škerk
- Ljerka Kovač
- Bojan Kovačič
- Metka Kraigher Hozo
- Anton Krajnc
- Ervin Kralj
- France Kralj
- Tone Kralj
- Metka Krašovec
- Marjan Kravos
- Štefan Kresnik
- Peter Krivec
- (Rado Krošelj)
- Tomaž Kržišnik

## L
- Vasja Lebarič
- Kamilo Legat
- Janez Logar (1938)
- Lojze Logar
- Nada Lukežič

## M
- France Maček - Muc
- Miha Majes
- Sonja Makuc
- Vladimir Makuc
- Miha Maleš
- Adriana Maraž
- Janez Matelič
- Jože Matkovič
- Jožica Medle
- Pavel Medvešček
- Emil Memon
- Jasna Merku
- Franc Mesarič
- Janez Mežan
- France Mihelič
- Ignac Mihevc
- Junoš Miklavc
- Julijan Miklavčič
- Marjan Motoh
- Ivo Mršnik
- Jožef Muhovič
- Marjan Murn
- Zoran Mušič

## O
- Floris Oblak
- Zoran Ogrinc
- Valentin Oman
- Janko Orač

## P
- Klavdij Palčič
- Zdravko Papič ?
- Polona Pečan
- Rudi Pergar
- Veno Pilon
- Nikolaj Pirnat
- Elda Piščanec
- Monika Plemen
- Karel Plemenitaš
- Silvester Plotajs Sicoe
- Tadej Pogačar ?
- Vojko Pogačar
- Marjan Pogačnik
- Marko Pogačnik?
- Dragotin Poljanec
- Silvije Arc Popovič
- Štef(an) Potočnik
- Arjan Pregl
- Drago J. Prelog
- Dušan Premrl
- Marjan Prevodnik
- Janez Pristavec?
- Zmago Puhar

## R
- Claudia Raza (-Floreancig)
- Nataša Ribič Štefanec
- Kristina Rutar

## S
- Valentin Scagnetti (1909-2012)
- Maksim Sedej
- Aleš Sedmak?
- Ivan Seljak - Čopič (1927-1990)
- Branko Simčič
- Štefan Simonič (1938-78)
- Ciril Sitar (1889-1969)
- Rudi Skočir
- Marjan Skumavc?
- France Slana
- Hinko Smrekar
- Jože Spacal
- Lojze Spacal
- Venčeslav Sprager
- Jože Srebrnič (slikar)
- Zora Stančič
- Tinca Stegovec
- Eduard Stepančič
- Matej Sternen?
- Rudi Stopar
- Damjana Stopar Štrovs
- Božidar Strman
- Branko Suhy

## Š
- Marko Šajn
- Saša Šantel
- Gorazd Šefran (1945-2022)
- Janez Šibila
- Dorian Španzel
- Andrej Štular
- Ive Šubic
- Lojze Šušmelj

## T
- Hamid Tahir
- Marjan Teržan
- Jože Trobec
- (Janez Trpin)
- Jože Trpin
- Ante Trstenjak
- Vinko Tušek
- Klavdij Tutta

## U
- France Uršič

## V
- Petra Varl
- Franc Vecchiet
- Urša Vdic
- Nande Vidmar
- Alenka Viceljo?
- Jana Vizjak
- Jean Vodaine
- Marjan Vojska
- Miloš Volarič
- Franjo Volk

## Z
- Edvard Zajec
- Aleksandra Zalokar
- Boris Zaplatil
- Karel Zelenko
- Nina Zelenko
- Rok Zelenko
- Cveto Zlate
- Mojca Zlokarnik
- Boris Zuljan
- Miro Zupančič

## Ž
- Lojze Žagar
- Mihaela Žakelj Ogrin
- Vinko Železnikar (1954)
- Edi Žerjal
- Tone Žnidaršič (1923)
- Eva Žula